# Kabinett Albrecht II
Das Kabinett Albrecht II bildete vom 19. Januar 1977 bis zum 28. Juni 1978 die Niedersächsische Landesregierung.
| Amt                                    | Name                                  | Partei | Partei    |
| -------------------------------------- | ------------------------------------- | ------ | --------- |
| Ministerpräsident                      | Ernst Albrecht                        |        | CDU       |
| Stellvertreter des Ministerpräsidenten | Rötger Groß                           |        | FDP       |
| Inneres                                | Rötger Groß                           |        | FDP       |
| Wirtschaft und Verkehr                 | Erich Küpker                          |        | FDP       |
| Ernährung, Landwirtschaft und Forsten  | Gerhard Glup                          |        | CDU       |
| Finanzen                               | Walther Leisler Kiep                  |        | CDU       |
| Justiz                                 | Hans Puvogel (bis 4. April 1978)      |        | CDU       |
| Justiz                                 | Ernst Albrecht (ab 4. April 1978)     |        | CDU       |
| Kultus                                 | Werner Remmers                        |        | CDU       |
| Wissenschaft und Kunst                 | Werner Remmers (bis 16. Februar 1977) |        | CDU       |
| Wissenschaft und Kunst                 | Eduard Pestel (ab 16. Februar 1977)   |        | parteilos |
| Soziales                               | Hermann Schnipkoweit                  |        | CDU       |
| Bundesangelegenheiten                  | Wilfried Hasselmann                   |        | CDU       |